# 厚鳞窗螺
厚鳞窗螺（學名：Leptothyra grossa）是一個小型有石灰質螺厣的海螺，屬於鳞窗螺属的一個海洋腹足綱軟體動物的物種。舊屬蝾螺科，今屬縮口螺科。

## 分佈
本物種只分佈於南沙群岛海域。

## 形态特征
壳体微型，略呈卵圆形，壳高1.20mm，壳宽1.54mm。螺层4层，体螺层膨圆，约占壳体高度的四分之三。壳面有10余个粗螺肋，螺旋部上部具瘤状脊突。壳口较大，卵圆形，口缘厚。螺轴略弯，平滑，外唇边缘有几个较大的尖突。具脐孔，狭窄型。

## 生活习性
暖水性强，生活于热带珊珊礁坪表层，亚深海种类，采获于南海大陆坡内缘，底质为灰色黏土软质和碎壳。

## 外部連結
- 維基物種上的相關：厚鳞窗螺
- To World Register of Marine Species （页面存档备份，存于）